# Anartodes richardsoni
Anartodes richardsoni là một loài bướm đêm trong họ Noctuidae.